# Rainer Lutz (Eishockeyspieler)
Rainer Lutz (* 23. April 1961 in Füssen) ist ein ehemaliger deutscher Eishockeyspieler. Er war Verteidiger und spielte unter anderem in der Eishockey-Bundesliga für den ESV Kaufbeuren, die Düsseldorfer EG, den SB Rosenheim und den EC Hedos München, aber auch in der deutschen Nationalmannschaft. 

## Laufbahn
Rainer Lutz stammt aus dem Nachwuchs des ESV Kaufbeuren, spielte aber sein letztes Juniorenjahr für den SC Riessersee. Mit 19 Jahren gelang dem Nachwuchs-Nationalspieler in der Saison 1979/80 auf Anhieb der Durchbruch beim ESV Kaufbeuren und der Aufstieg in die 1. Bundesliga. Er war stets im Blickfeld der Nationalmannschaft, mit der er die Weltmeisterschaft 1983 in Deutschland bestritt. Wie viele Talente aus Bayern zog es auch Rainer Lutz in den Westen. Ab der Saison 1983/84 trug er für vier Jahre das Trikot der Düsseldorfer EG. Zur Saison 1987/88 wechselte er zum SB Rosenheim, wo er im zweiten Jahr die deutsche Meisterschaft gewinnen konnte. Auch in Rosenheim blieb er vier Spielzeiten, bevor es ihn zum EC Hedos München zog. Hier feierte er in der Saison 1993/94 eine weitere Meisterschaft. Zum Jahresende, das Team hieß inzwischen Maddogs München, gingen im Münchner Eishockey die Lichter aus. Lutz wechselte zum SC Riessersee, seiner letzten Station.